# Angelikasjön
Angelikasjön är en sjö i Bergs kommun i Jämtland och ingår i Ljungans huvudavrinningsområde. Sjön har en area på 0,193 kvadratkilometer och ligger 797,2 meter över havet. Sjön avvattnas av vattendraget Angelikabäcken.

## Delavrinningsområde
Angelikasjön ingår i det delavrinningsområde (698352-139184) som SMHI kallar för Utloppet av Angelikasjön. Medelhöjden är 970 meter över havet och ytan är 5,06 kvadratkilometer. Det finns inga avrinningsområden uppströms utan avrinningsområdet är högsta punkten. Angelikabäcken som avvattnar avrinningsområdet har biflödesordning 4, vilket innebär att vattnet flödar genom totalt 4 vattendrag innan det når havet efter 296 kilometer. Avrinningsområdet består mestadels av skog (15 procent) och kalfjäll (68 procent). Avrinningsområdet har 0,19 kvadratkilometer vattenytor vilket ger det en sjöprocent på 3,8 procent. Bebyggelsen i området täcker en yta av 0,67 kvadratkilometer eller 13 procent av avrinningsområdet.